# Le Forbici di Manitù

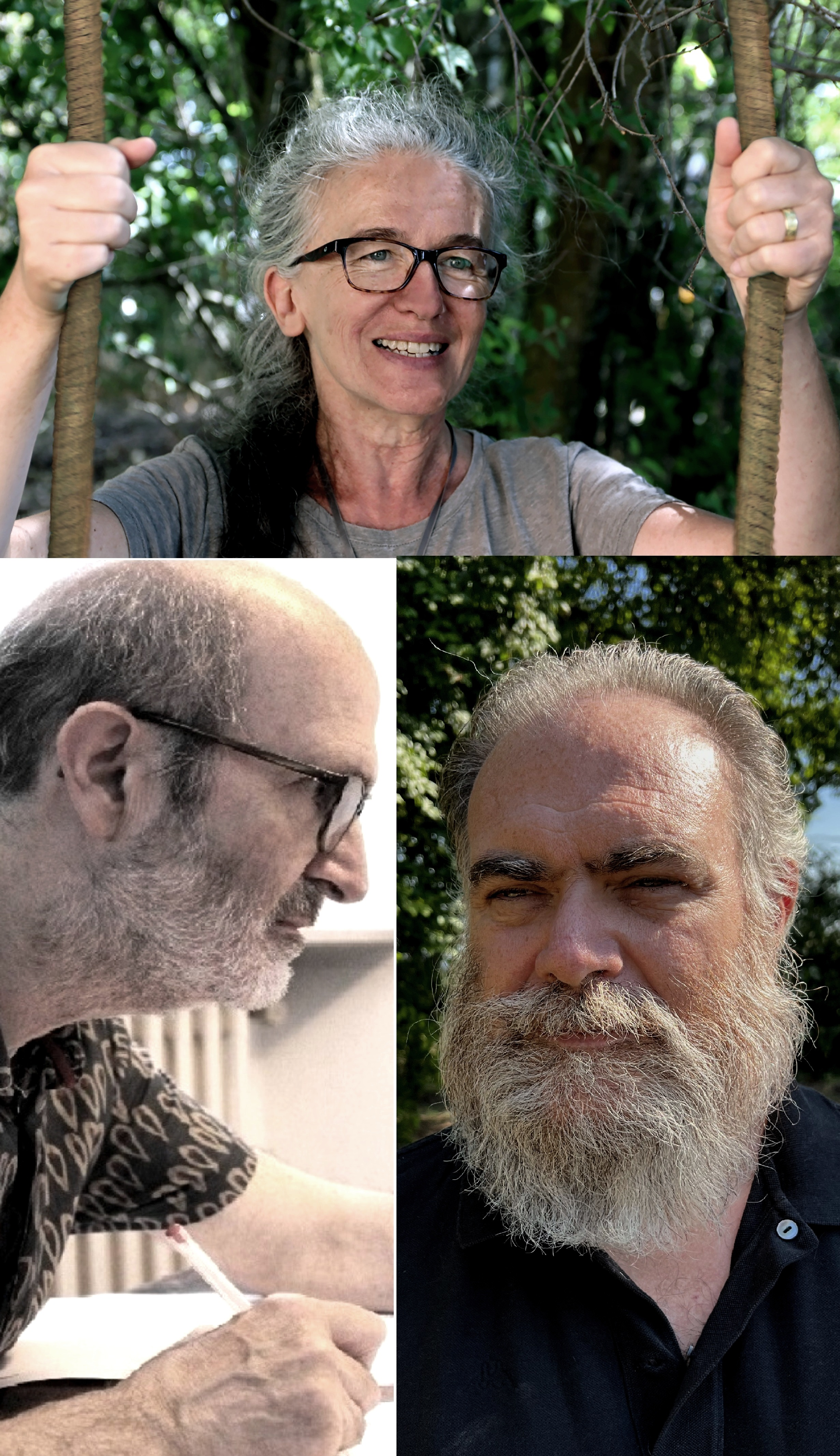
Le Forbici di Manitù (2022)

Le Forbici di Manitù sono un collettivo musicale sperimentale italiano nato nel 1983.

## Storia del gruppo

### 1983-1992: Dagli esordi alla Rosa Luxemburg Corporation
Il gruppo è nato nel 1983, formato da Manitù Rossi, unico nome che accompagnerà il gruppo in tutto il suo percorso, e dal misterioso chitarrista Satana Cianciulli, che firma esclusivamente il primo album della band dal titolo Saliva Calda edito nel 1990. I primi lavori sono autoprodotti su musicassette ed editi con etichetta Rosa Luxemburg Corporation. Con queste modalità produttive pubblicano numerosi brani su compilation come  The Luxemburg Party, ed oltre a Saliva Calda anche Zona Di Invisibilità del 1992.

### 1992-2001: La nuova formazione
All'inizio degli anni novanta entrano il critico musicale Vittore Baroni ed Enrico Marani già membro dei TAC. Nel 1994 il gruppo così formato lavora alla produzione del primo album su vinile dal titolo Trivelogue che viene pubblicato solo due anni più tardi preceduto da Quadrivelogue composto da registrazioni dello stesso periodo e dall'album in collaborazione con il collettivo omonimo Luther Blissett - The Original Soundracks.
Nel 1998 escono il mini album Aggy Polly Loggy e l'album Play & Remix Lieutenent Murnau (1980-1984) tributo al precedente progetto di Baroni, Lieutenent Murnau. Quest'ultimo in particolare, nacque grazie all'interessamento di Nigel Ayres dei Nocturnal Emissions, che chiese a Baroni di poter pubblicare con la sua etichetta Earthly Delights una raccolta di brani di quel progetto musicale. Baroni decise quindi di rilanciare, proponendo una rilettura dei precedenti brani in chiave Forbici di Manitù, inserendo e manomettendo molti dei brani più importanti dell'epoca, da "La Testa di Giano", a "Tabù", a "The Mercy Bit (MITTHBTLS)".
Nel 2001 esce Infanzia di M per la Snowdonia Dischi, che conteneva otto tracce registrate nel 1989 e restaurate 10 anni dopo in sorta di concept album incentrato sulla giovinezza di Rossi e composto da brani strumentali dove si fondono diversi generi tra loro (new wave, industrial, techno, musica classica) ed in cui suona alle percussioni Massimo Pavarini.

### 2003-2022: DaTerrore nello spazioaIncredibile?!
Nel 2003 le Forbici di Manitù danno alle stampe Terrore nello spazio, personale colonna sonora dell'omonimo film del 1965 di Mario Bava, che vede la produzione di SmallVoices per un album che mescola melodie jazzate ad atmosfere Lounge, piani sonori e ritmiche elettroniche alla musica da camera.
Sempre per SmallVoices esce nel 2005 il doppio CD Tagliare. L'album vede su un CD brani composti ed eseguiti dal gruppo, mentre sull'altro dischetto il gruppo invita vari musicisti a reinterpretare o remixare i propri brani, ospitando così artisti come Teho Teardo, Emma Peel Sons, Technogod, valvola, Duozero ed altri
Nel 2010, con formazione spesso rimaneggiata che ruota attorno ai membri storici Rossi, Marconi e Baroni, il ritorno della collaborazione con Snowdonia dischi sancisce la pubblicazione dell'album L'isola (con un racconto originale di Alda Teodorani su libretto illustrato da Emanuela Biancuzzi).
Nel 2014 le Forbici di Manitù festeggiano i loro 30 anni di attività con la pubblicazione del CD più libro Automitoantologia (1983-2013) 30 anni di ritagli, rarità e inediti.
Nel 2016 viene pubblicato il progetto a tema Tinnitus Tales, dedicato al problema degli acufeni o tinnito per gli ascoltatori di musica rumorosa, un triplo cofanetto attribuito a Le Forbici di Manitù & Friends che vede la partecipazione in veste di ospiti di oltre cinquanta musicisti e artisti internazionali. Nello stesso anno, Tinnitus Tales viene portato in concerto e alcune registrazioni dal vivo vengono poi raccolte in Tinnitus Tales Tour, CD più singolo in vinile con due brani inediti pubblicato nel 2020 da Sussidiaria.
Del 2017 è la partecipazione del gruppo al numero 14 della rivista d'autore in cofanetto BAU Contenitore di Cultura Contemporanea con l'album in vinile trasparente GPS / GaPS, mentre l'album di surreali canzoni Vecchie Vacche viene pubblicato in CD da Silentes Minimal Editions l'anno successivo.
Con la collaborazione di numerosi musicisti della scena post-industriale internazionale (M.B., Sigillum S, The Haters, ecc.) nel 2019 Le Forbici di Manitù & Friends realizzano un album di eccentriche rivisitazioni dal repertorio della cantante Mina Mazzini, Zona Minata, edito su vinile da A Simple Lunch e disponibile anche in formato DVD, con video realizzati da diversi registi. Operazione altrettanto atipica è la registrazione di un doppio album, Incredibile?! su vinile o CD per Sussidiaria, con cover in italiano di brani dal repertorio della Incredible String Band, storica formazione folk-psichedelica britannica, e con aggiunta di alcuni brani originali. Il lavoro è accreditato alle Forbici di Manitù & Friends e vede la partecipazione di una trentina di musicisti (Andrea Tich, Maisie, Fabrizio Tavernelli, No Strange, ecc.) e artisti grafici (Matteo Guarnaccia, Aleksandar Zograf, Beppe Casini, ecc.).

## Discografia

### Album
- 1990 - Saliva calda (cass., Rosa Luxemburg Corporation)
- 1991 - Zona d'invisibilità (cass., Rosa Luxemburg Corporation)
- 1995 - Quadrivelogue (CD, Disturbance/Minus Habens)
- 1995 - Luther Blissett - The Original Soundracks (CD, Alchemax)
- 1996 - Trivelogue (CD, Staalplaat)
- 1998 - Aggy Polly Loggy (CD EP, Moloko+)
- 1998 - Play & Remix Lieutenent Murnau (1980-1984) (CD, Earthly Delights)
- 2001 - Infanzia di M (CD, Snowdonia)
- 2003 - Terrore nello Spazio (CD, Small Voices)
- 2005 - Tagliare (2CD, Small Voices)
- 2010 - Le Forbici di Manitù - Alda Teodorani - Emanuela Biancuzzi L'isola (CD + libro, Snowdonia)
- 2011 - Preti pedofili (CD EP, Sussidiaria)
- 2014 - Automitoantologia (1983-2013) 30 anni di ritagli, rarità e inediti (CD + libro, Sussidiaria)
- 2016 - Le Forbici di Manitù & Friends Tinnitus Tales (1 vinile 10" + 2 CD + libro, Sussidiaria)
- 2017 - GPS / GaPS (LP vinile trasparente, BAU 14)
- 2018 - Vecchie Vacche (CD, Silentes)
- 2019 - Le Forbici di Manitù & Friends Zona Minata (LP e DVD, A Simple Lunch)
- 2020 - Le Forbici di Manitù & Friends Tinnitus Tales Tour (CD + 7" vinile, Sussidiaria)
- 2022 - Le Forbici di Manitù & Friends Incredibile?! (2LP / 2 CD, Sussidiaria)